# Tinjan
Tinjan je općina u zapadnoj Hrvatskoj, a nalazi se u Istarskoj županiji.

## Općinska naselja
U sastavu općine nalazi se 8 naselja (stanje 2006.), to su: 
Brčići, 
Brečevići, 
Jakovici, 
Kringa, 
Muntrilj, 
Radetići, 
Tinjan i 
Žužići.

## Stanovništvo
| broj stanovnika | 2664  | 2755  | 2746  | 2998  | 3132  | 3555  | 3771  | 3636  | 3389  | 3259  | 2591  | 2243  | 1999  | 1820  | 1770  | 1684  | 1729  |
|                 | 1857. | 1869. | 1880. | 1890. | 1900. | 1910. | 1921. | 1931. | 1948. | 1953. | 1961. | 1971. | 1981. | 1991. | 2001. | 2011. | 2021. |

| broj stanovnika | 1391  | 1438  | 656   | 684   | 702   | 787   | 1825  | 1636  | 641   | 631   | 538   | 481   | 461   | 435   | 396   | 417   | 433   |
|                 | 1857. | 1869. | 1880. | 1890. | 1900. | 1910. | 1921. | 1931. | 1948. | 1953. | 1961. | 1971. | 1981. | 1991. | 2001. | 2011. | 2021. |

## Uprava
- Općinski načelnik: Goran Hrvatin[1]
- Zamjenik načelnika: Ervin Štifanić
- Pročelnica jedinstvenog upravnog odjela: Jasmina Cvitan Lakača[1]

## Poznate osobe
- Jože Šuran, narodni heroj
- Viktor Kancijanić, hrvatski politički emigrant i revolucionar

## Spomenici i znamenitosti
- Na Dan neovisnosti 2018. na mjesnom groblju u Tinjanu otkrivena je spomen-ploča Viktoru Kancijaniću.[5][6]

## Kultura
- Folklorna skupina: "Kumpanija Kosirići" Tinjan

## Šport
U Tinjanu djeluju sljedeći klubovi:
- NK Tinjan
- KK Tinjan
- Boćarski klub „Štandar - Muntrilj” Muntrilj
- Pljočkarski klub „Tinjan”
- Karate klub Tinjan (www.karateklub.net/tinjan)
- Malonogometni klub „Kringa”

Od 1994. u Tinjanu se održavaju organizirana natjecaja u pljočkanju. Prvo je inicirao Vlado Družeta iz Pazina, a održalo se u Šuranima na Danima istarske kuhinje. Otada se u Tinjanu dvaput godišnje održava natjecanje u pljočkanju: u svibnju za Dan općine te u listopadu u sklopu Internacionalnog sajma pršuta. Natječu se sudionici iz hrvatskih krajeva gdje se pljočkanje tradicijski igra, Dalmacije i Istre, a dolaze se natjecati i zaljubljenici iz Hrvatskog zagorja, Zagreba, Slovenije i Italije.

## Vanjske poveznice
|  | Zajednički poslužitelj ima još gradiva o temi Tinjan |

- Službena stranica općine